# Macraucheniidae
Macraucheniidae (лат.) — семейство вымерших растительноядных млекопитающих из отряда литоптерн. Их ископаемые остатки известны с верхнего палеоцена по четвертичный период на территории Южной Америки (Аргентина, Чили, Бразилия и Уругвай) и Антарктиды.
Эти животные напоминали различных верблюдовых. Первоначально предполагалось, что редуцированные носовые кости их черепов вмещали небольшой хоботок, похожий на хоботок сайгака. Однако одно исследование показало, что они были отверстиями для больших ноздрей, похожих на ноздри лося. И наоборот, доисторические пиктограммы коренных народов, по-видимому, изображают животных, интерпретируемых как Macraucheniidae, с хоботами. Их копыта были похожи на копыта современных носорогов, с простым голеностопным суставом и тремя пальцами на каждой ноге. Таким образом, они могли быть способны к быстрому изменению направления, убегая от хищников, таких как крупные форорацид, спарассодонтовые метатерии, гигантские короткомордые медведи (Arctotherium) и саблезубые кошки (Smilodon). Macraucheniidae, вероятно, жили большими стадами, чтобы получить защиту от этих хищников, а также для облегчения поиска партнеров для размножения.
Семейство Macraucheniidae включает такие роды, как Theosodon, Xenorhinotherium и Macrauchenia. Macrauchenia — самый известный и самый недавно вымерший представитель семейства. Он вымер в эпоху плейстоцена. Это был один из немногих литоптернов, переживших экологическое давление Великого американского обмена между Северной и Южной Америкой, который произошел после того, как Панамский перешеек поднялся над уровнем моря около 3 миллионов лет назад. Вместо этого он мог вымереть в результате вторжения в Америку людей-охотников. Когда вымерли Macrauchenia, вымерли и Macraucheniidae, и весь отряд литоптернов.
Секвенирование митохондриальной ДНК, извлеченной из окаменелости Macrauchenia patachonica из пещеры на юге Чили, показывает, что Macrauchenia (и, как следствие, Litopterna) является сестринской группой для Perissodactyla, с предполагаемой датой расхождения 66 миллионов лет назад. Анализ последовательностей коллагена, полученных от Macrauchenia и Toxodon, дал тот же вывод, добавив нотоунгулят к кладе сестринской группы.

### Классификация
По данным сайта Paleobiology Database, на август 2024 года к семейству относят следующие подсемейства и роды:
- †Cramaucheniinae Ameghino 1902
  - †Coniopternium Ameghino 1894
  - †Cramauchenia Ameghino 1902
  - †Polymorphis Roth 1899
  - †Pternoconius Cifelli and Soria 1983
  - †Theosodon Ameghino 1887
  - †Ernestohaeckelia Ameghino 1901
  - †Llullataruca McGrath et al. 2018
  - †Macrauchenidia Cabrera 1939
- †Macraucheniinae Gervais 1855
  - †Cullinia Cabrera and Kraglievich 1931
  - †Huayqueriana Kraglievich 1934
  - †Macrauchenia Owen 1838
  - †Macraucheniopsis Paula Couto 1945
  - †Micrauchenia Püschel et al. 2023
  - †Oxyodontherium Ameghino 1883
  - †Paranauchenia Ameghino 1904
  - †Phoenixauchenia Ameghino 1904
  - †Promacrauchenia Ameghino 1904
  - †Scalabrinitherium Ameghino 1883
  - †Windhausenia Kraglievich 1930
  - †Xenorhinotherium Cartelle and Lessa 1988
  - †Macrauchenopsis Paula Couto 1945
  - †Notodiaphorus Loomis 1914
  - †Pseudomacrauchenia Kraglievich 1930
  - †Rutimeyeria Ameghino 1901
  - †Victorlemoineia Ameghino 1901